# L'Échange (téléfilm, 1994)
Pour les articles homonymes, voir L'Échange.
Pour plus de détails, voir Fiche technique et Distribution.
L'Échange (Someone Else's Child) est un téléfilm américain réalisé par John Power  et sorti en 1994.

## Synopsis
Une histoire d'enlèvement d'enfant.

## Fiche technique
- titre original : Someone Else's Child
- réalisation            : John Power
- scénario               : écrit par Cindy Myers
- productions            : Greengrass Productions et De Passe Entertainment
- genre                  : Film dramatique
- durée                  : 120 minutes
- sortie                 : 4 décembre 1994

## Distribution
- Lisa Hartman : Cory Maddox (comme Lisa Hartman Black)
- Bruce Davison : Nick Callahan
- Whip Hubley : Danny
- Ken Pogue :  Jack Maddox
- Glynn Turman : Judge Roullard
- Scott McNeil : Stuart
- Don S. Davis : Sherwin Francis
- Michael David Simms : Byron James
- Joel Palmer : Nelson Reed
- Brandon Obray : Rikki
- Gillian Barber :  Renata Reed
- Tom Butler : Bruce Reed
- Stephen E. Miller : Pete Cochran
- Louise Fletcher : Faye Maddox
- Jonathan R. Hoog : Christopher Maddox